# Dasineura rileyana
Dasineura rileyana är en tvåvingeart som först beskrevs av Ephraim Porter Felt 1909.  Dasineura rileyana ingår i släktet Dasineura och familjen gallmyggor. Inga underarter finns listade i Catalogue of Life.